# Guilherme, Príncipe Herdeiro da Alemanha
Guilherme ou Wilhelm (Frederico Guilherme Vítor Augusto Ernesto da Prússia, em alemão: Friedrich Wilhelm Victor August Ernst von Preußen, após 1919 Wilhelm Prinz von Preußen; Potsdam, 6 de maio de 1882 – Hechingen, 20 de julho de 1951) foi o herdeiro aparente de Guilherme II da Alemanha, último kaiser do Império Alemão, e de sua esposa a princesa Augusta Vitória de Schleswig-Holstein.
Inicialmente Guilherme apoiou Adolf Hitler na expectativa de sentar-se no trono, contudo quando compreendeu que Hitler não tinha qualquer intenção de restaurar a monarquia, a relação dos dois deteriorou-se. A fim de impedir um possível golpe contra si, Hitler ordenou que Guilherme e a destronada família imperial ficassem sob constante vigilância da Gestapo.

## Primeiros anos
Guilherme nasceu a 6 de maio de 1882 no Palácio de Mármore em Potsdam, na província de Brandemburgo. Era o filho mais velho de Guilherme II, último imperador da Alemanha, e da sua esposa, a princesa Augusta Vitória de Schleswig-Holstein. Quando nasceu, o seu bisavô, o kaiser Guilherme I, era ainda o imperador reinante da Alemanha e o seu avô, o príncipe-herdeiro Frederico, era herdeiro do trono, o que colocava Guilherme no terceiro lugar na linha de sucessão ao trono. Foi o primeiro dos sete filhos do imperador e o seu nascimento causou uma zanga entre os seus pais e a avó. Antes do nascimento de Guilherme, a sua avó estava à espera que lhe fosse pedido para ajudar a encontrar uma ama, mas, uma vez que o seu filho fazia o possível para a excluir da sua vida, este acabaria por delegar esta tarefa à princesa Helena do Reino Unido. A sua mãe ficou ressentida e a sua avó furiosa. Quando o seu bisavô e o seu avô morreram, ambos em 1888, Guilherme tornou-se herdeiro do trono do Reino da Prússia e do Império Alemão.
Guilherme era um grande apoiante de futebol, na altura um desporto relativamente novo na Alemanha, chegando a doar uma taça à Federação Alemã de Futebol em 1908 que acabou por dar início à Kronprinzenpokal, a competição de taça mais antiga do futebol alemão. Antigamente, o clube BFC Preussen também se chamava BFC Friedrich Wilhelm.

## Relação com a família

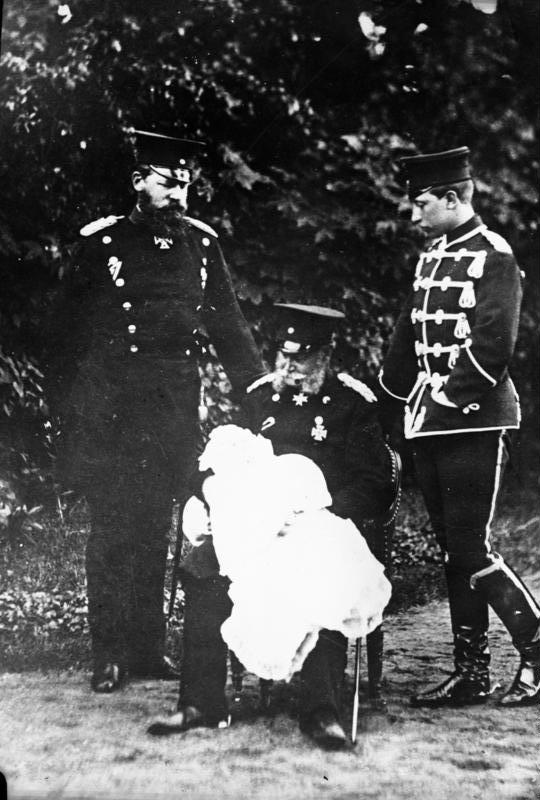
Guilherme, nos braços do seu bisavô, Guilherme I, junto a seu avô, Frederico, e seu pai, Guilherme

Guilherme era mal-visto pelo pai, principalmente pelos muitos casos amorosos que mantinha com mulheres. Em 1901, durante a sua visita ao Palácio de Blenheim, o príncipe-herdeiro apaixonou-se por Gladys Deacon e ofereceu-lhe um anel que ela teve de devolver por insistência do pai. Por outro lado, Guilherme tornou-se conhecido por criticar  publicamente as políticas do pai. Como resposta, o seu pai arranjou-lhe uma esposa, a duquesa Cecília de Mecklemburgo-Schwerin e deu-lhe ordens para permanecer em Danzig (atual Gdansnk), longe da corte imperial. Depois de, inicialmente, se ter interessado pela esposa, voltou pouco depois ao seu interesse anterior por outras mulheres.
Durante a sua estadia em Danzig, Guilherme costumava jogar ténis com frequência em Zopot. Este passatempo deu-lhe a oportunidade de conhecer muitas mulheres bonitas, muitas das quais vinham de Varsóvia para visitar o spa.
Em 1914, o seu pai ordenou a construção do Schloss Cecilienhof em Potsdam para Guilherme e a sua família. Foi mobiliado e, em 1917, tornou-se a residência oficial do príncipe-herdeiro durante algum tempo.

## Primeira Guerra Mundial
Apesar de ter sido educado dentro de círculos militares, o príncipe-herdeiro tinha pouca experiência de comando quando foi nomeado comandante do 5º exército em agosto de 1914, pouco depois do rebentar da Primeira Guerra Mundial. Em novembro de 1914, Guilherme deu a sua primeira entrevista a um correspondente estrangeiro e a primeira declaração dada por um nobre alemão à imprensa desde o início da guerra. Em inglês disse:
"Sem dúvida alguma esta é a guerra mais estúpida, sem sentido e desnecessária dos tempos modernos. Não é uma guerra que a Alemanha queira, posso garantir, mas foi-nos forçada e o facto de estarmos preparados para nos defendermos está agora a ser utilizado como um argumento para convencer o resto do mundo de que desejávamos o conflito."
Liderou o 5º exército até novembro de 1916, um período de dois anos que incluiu a Batalha de Verdun. A partir de abril de 1916, tentou em vão convencer o comando supremo de que a ofensiva de Verdun já não fazia sentido, mas a batalha continuou a 2 de setembro desse ano.
Durante a Primeira Guerra Mundial era chamado de Clown Prince ("Príncipe Palhaço") pelos soldados britânicos; a mesma alcunha foi adoptada pelas forças americanas em 1917.

## 1918-34

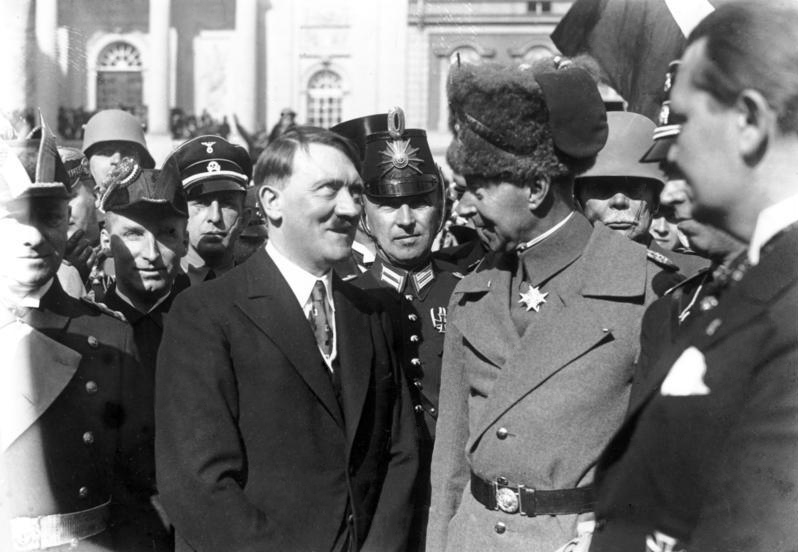
Guilherme com Adolf Hitler

Após o rebentar da Revolução Alemã de 1918-1919, tanto o imperador Guilherme II como o príncipe herdeiro assinaram o documento de abdicação. O príncipe foi para o exílio na ilha de Wieringen, na Holanda. No outono de 1921, Gustav Stresemann visitou Guilherme e este mostrou vontade de regressar à Alemanha, mesmo que tal acontecesse na categoria de cidadão privado. Depois de Stresemann se tornar chanceler em agosto de 1923, Guilherme recebeu permissão para regressar depois de garantir que não se iria envolver na política. A data escolhida para o regresso foi 9 de novembro de 1923, exactamente cinco anos depois a abdicação do pai, algo que deixou o seu pai furioso, uma vez que não tinha sido informado sobre os planos do filho e achava que a data histórica era pouco apropriada.
Em junho de 1926 realizou-se um referendo sobre a expropriação dos bens dos antigos príncipes reinantes da Alemanha que acabou por ter um resultado negativo. Assim, após esta data, a situação financeira dos Hohenzollern melhorou consideravelmente. Depois de assinar um acordo com o estado, Cecilienhof tornou-se propriedade do Estado, mas Guilherme e Cecília obtiveram o direito de lá viver. Este acordo estava limitado a três gerações.
Mais tarde, Guilherme acabou por não cumprir a sua promessa que tinha feito a Stresemann de se manter afastado da política. Adolf Hitler visitou Guilherme em Cecilienhof três vezes, uma em 1926, outra em 1933 (no "Dia de Potsdam") e em 1935. Guilherme juntou-se ao Stahlhelm que, em 1931, se fundiu na Frente de Harzburg, uma organização de direita que se opunha à república democrática.
Alegadamente, o antigo príncipe-herdeiro estava interessado na ideia de se candidatar à posição de Reichspräsident, como candidato de direita contra Paul von Hindenburg em 1932, mas o seu pai proibiu-o de pensar sequer nessa ideia. Depois dos seus planos para se tornar presidente terem sido bloqueados pelo pai, Guilherme passou a apoiar a campanha de Adolf Hitler.

## 1934-51
Após o seu amigo, o antigo chanceler Kurt von Schleicher, ser assassinado na Noite das facas longas em 1934, Guilherme retirou-se de todas as atividades políticas. Grande parte dos seus esforços políticos entre 1919 e 1934 tinha sido no sentido de colocar os Hohenzollern no trono e o príncipe tinha assumido que Hitler iria apoiar a sua ideia.
Quando Guilherme compreendeu que Hitler não tinha qualquer intenção de restaurar a monarquia, a sua relação começou a deteriorar-se. Após a morte do pai em 1941, Guilherme sucedeu-o como chefe da Casa de Hohenzollern, a antiga dinastia imperial alemã. Na altura foi contactado por figuras do exército e no ramo diplomático que desejavam substituir Hitler, mas Guilherme rejeitou-os a todos. Após a tentativa de assassinato que sofreu a 20 de julho de 1944, Hitler ordenou que a Gestapo vigiasse Guilherme e a sua casa, Cecilienhof.
Em janeiro de 1945, Guilherme trocou Potsdam por Oberstdorf para tratar os seus problemas na bílis e no fígado. A sua esposa acabou por ter de fugir da cidade em fevereiro de 1945, à medida que o Exército Vermelho se aproximava de Berlim, mas, nesta altura, o casal já estava afastado há bastante tempo. Quando a Segunda Guerra Mundial terminou, Cecilienhof foi capturado pela União Soviética.
A 20 de julho de 1951, o antigo príncipe-herdeiro morreu de ataque cardíaco em Hechingen, nas antigas terras da sua família na Suábia, perto do Castelo de Hohenzollern, no qual tanto ele como a sua esposa se encontram sepultados.

## Casamento e descendência

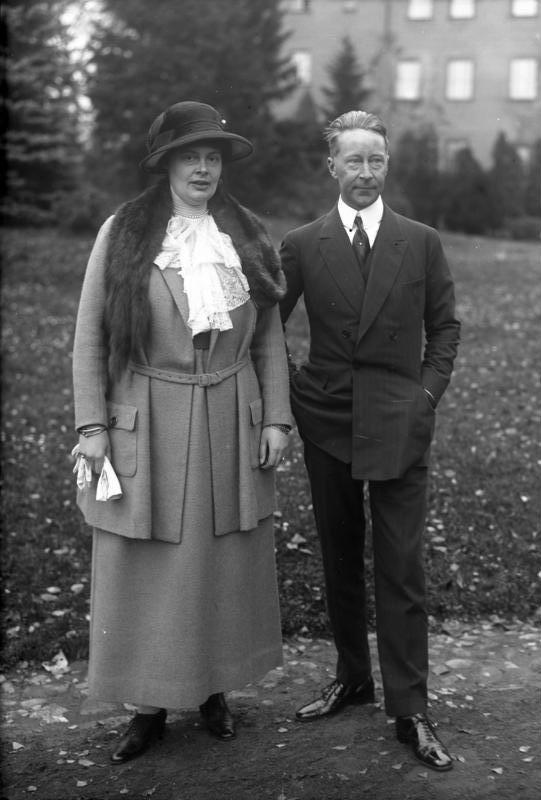
Guilherme com a sua esposa Cecília

Guilherme casou-se com a duquesa Cecília de Mecklemburgo-Schwerin (20 de setembro de 1886 - 6 de maio de 1954) em Berlim no dia 6 de junho de 1905. Cecília era filha do grão-duque Frederico Francisco III de Mecklemburgo-Schwerin e da sua esposa, a grã-duquesa Anastásia Mikhailovna da Rússia. O seu filho mais velho, o príncipe Guilherme, foi morto em combate na França durante a Segunda Guerra Mundial em 1940. Contudo, durante os primeiros tempos de casamento, o príncipe herdeiro teve um breve caso com a cantora de ópera americana Geraldine Farrar e, mais tarde, o mesmo aconteceu com a dançarina Mata Hari.
1. Guilherme da Prússia (4 de julho de 1906 - 16 de maio de 1940), casado com Dorothea von Salviati; com descendência.
2. Luís Fernando da Prússia (9 de novembro de 1907 - 26 de setembro de 1994), casado com a grã-duquesa Kira Kyrillovna da Rússia; com descendência.
3. Humberto da Prússia (30 de setembro de 1909 - 8 de abril de 1950), casado com a baronesa Maria von Humboldt-Dachroeden; com descendência.
4. Frederico da Prússia (19 de dezembro de 1911 - 20 de abril de [1966), casado com lady Brigid Katherine Rachel Guinness; com descendência.
5. Alexandrina da Prússia (7 de abril de 1915 - 2 de outubro de 1980), portadora de Síndrome de Down; sem descendência.
6. Cecília da Prússia (5 de setembro de 1917 - 21 de abril de 1975), casada com o capitão Clyde Kenneth Harris; com descendência.